# Silphium (genre)
Pour les articles homonymes, voir Silphium.
« Silphie » redirige ici. Pour l’article homophone, voir Silphee.
Genre
Classification phylogénétique
Silphium (les silphies) est un genre de plante à fleurs de la famille des Asteraceae. Il regroupe environ 20 espèces différentes provenant de la côte Est de l'Amérique du Nord. Ce sont des plantes vivaces allant de 50 centimètres à 4 mètres de hauteur avec des fleurs jaunes ou (rarement) blanches.

## Différence entre silphies et tournesols
Hautes et rugueuses, les silphies passent souvent pour des tournesols au moment de la floraison. Quand viennent les graines, cependant, plus d'erreur possible. Chez le tournesol, on trouve une abondante moisson de fruits à une seule graine produits par les  fleurons tubulaires qui forment le capitule du disque central, tandis que chez les silphies, ce sont les fleurs ligulées qui fructifient. De plus, les silphies laissent couler à la cassure un latex abondant qui se solidifie en un gel agréable au goût.

## Espèces
Selon NCBI (4 mars 2012) :
- Silphium albiflorum
- Silphium asperrimum
- Silphium asteriscus
- Silphium brachiatum
- Silphium compositum
- Silphium integrifolium
- Silphium laciniatum (en) (plante boussole[2], en anglais Compass plant[3]).

Taille de 1,5 à 3 m. Fleurs de 5 à 12,5 cm de diamètre. Capitules jaunes à disque plat entouré de gros rayons pétaloïdes, éparses au sommet d'une tige robuste et poilue ; grandes feuilles très lobées, rugueuses, velues, en touffes près du sol. Habite les prairies du Sud des États-Unis et celles à l'ouest du Mississippi. Floraison de juillet à septembre. La plante au compas tire son nom d'un trait particulier : ses feuilles basales viennent presque toujours dans l'axe nord-sud.
- Silphium mohrii
- Silphium perfoliatum (Silphie perfoliée)
- Silphium radula
- Silphium terebinthinaceum (en) (Rhubarbe de Louisiane, Plante boussole[2]).

Taille de 60 cm à 3 m, fleur de 4 à 9 cm de diamètre. Capitules jaunes à disque plat entouré de ligules pétaloïdes, en bouquet lâches, au sommet d'une tige ramifiée, dentées, en touffes près du sol. Habite les prairies humides. Floraison de juillet à septembre. Sud des États-Unis et prairies à l'ouest du Mississippi.
- Silphium wasiotense